# Holten Fürchtegott Trepka

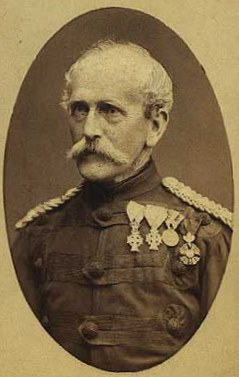

Holten Fürchtegott Trepka (14. August 1818 – 27. Februar 1895) war ein dänischer Offizier und Gutsbesitzer in Schleswig-Holstein.

## Familie
Holten Fürchtegott Trepka stammte aus einer dänischen Offiziersfamilie. Er wurde als Sohn des dänischen Generalleutnants und Kammerherrn Christian Trepka und seiner Ehefrau Mathiane Bugge am 14. August 1818 geboren. Sein Bruder Johan Christian Matthias Trepka war dänischer Oberst und ebenfalls Kammerherr des dänischen Königs.
Holten Fürchtegott Trepka heiratete 1844 in zweiter Ehe Magdalena Marie Elisabeth Meyerink, die Tochter des Gutsherrn zu Schönböken, Jan Hinrich Meyerink.

## Leben
Sein Vater Christian Trepka wurde 1824 Militärbevollmächtigter für die Herzogtümer Schleswig-Holstein und Lauenburg beim deutschen Bund in Frankfurt am Main. Holten Fürchtegott Trepka wuchs ab dieser Zeit bis zum Eintritt in die Kadettenschule 1832 in Deutschland auf. 1842 wurde er zum  2. Dragoner-Regiment nach Itzehoe versetzt. Er kämpfte sowohl im Ersten Schleswig-Holsteinischen Krieg (1848–1851) als auch im Zweiten Schleswig-Holsteinischen Krieg (1864) auf Seiten des dänischen Heeres.
Ab Ende 1869 war er für zwölf Jahre Oberst und Chef des 2. Dragonerregiments in Odense. In dieser Zeit wurde er zum Kammerherrn des dänischen Königs ernannt.
Er beendete seine Militärkarriere 1883 und wurde 1886 zum Generalmajor ernannt.
In den Jahren 1866–1872 lebte er in seinem Anwesen Købmagergade 9 in Næstved.
Nach dem Tod seines Schwiegervaters 1884 erbte seine Frau Magdalena Marie das Gut Schönböken in Holstein. Holten Fürchtegott Trepka siedelte daraufhin mit ihr dorthin um und blieb bis zu seinem Tod am 27. Februar 1895 dort wohnhaft. In diese Zeit werden zahlreiche Gebäude auf dem Gut errichtet, unter anderem das heute noch bestehende Torhaus.

## Ehrungen
- Ritter des Dannebrogorden, Verleihung am 6. Oktober 1853[3]
- Orden vom Zähringer Löwen in der Ordensklasse Ritterkreuz mit Eichenlaub, Verleihung 1859[4]
- Dannebrogmann, Verleihung 25. Juli 1875[5]
- Kommandeur 1. Klasse des Dannebrogorden, Verleihung 15. November 1888[6]